# Apolla Echino
Apolla Echino est une actrice, réalisatrice, productrice et scénariste américaine.

## Biographie
Apolla Echino a fondé la société Apollonia Productions,. Elle travaille à Narratively. Elle a créé le film  «The DNA of Adventure» à Narratively.

## Filmographie
| Année | Film                         | Actrice          | Réalisatrice | Productrice | Scénariste | Notes         |
| ----- | ---------------------------- | ---------------- | ------------ | ----------- | ---------- | ------------- |
| 2011  | L.A. Noire                   | voix             |              |             |            | jeu vidéo     |
| 2011  | A Silent Love Story          | Louisa           |              | Oui         | Oui        | court métrage |
| 2012  | Currency                     | testeuse d'écran | Oui          | Oui         |            | court métrage |
| 2012  | If                           |                  |              | Oui         | Oui        | court métrage |
| 2015  | A New York Love Story        | Delphine         | Oui          | Oui         | Oui        | long métrage  |
| 2015  | A Woman's Guide to the World | elle-même        | Oui          | Oui         | Oui        | documentaire  |